# Friedrich Ernst (Solms-Laubach)
Friedrich Ernst zu Solms-Laubach (* 26. März 1671 in Wildenfels; † 26. Februar 1723 in Laubach) war ein regierender Graf aus dem Haus Solms-Laubach, Reichshofrat und Reichskammergerichts-Präsident.

## Leben

### Familie
Friedrich Ernst war ein Sohn des Grafen Johann Friedrich zu Solms-Wildenfels (1625–1696) und dessen Ehefrau Benigna, geborene Gräfin von Promnitz (1648–1702). Er heiratete am 8. Dezember 1709 in Gedern Friederike Charlotte zu Stolberg-Gedern (* 3. April 1686 in Gedern; † 10. Januar 1729 in Laubach), Tochter des Grafen Ludwig Christoph zu Stolberg-Gedern. Aus der Ehe gingen zwölf Kinder hervor, die überwiegend jung starben. Drei Kinder überlebten. Friedrich Magnus (1711–1738) folgte seinem Vater als regierender Graf; auf ihn folgte der zweite Sohn,  Christian August (1714–1784). Die Tochter Marie Sophie Wilhelmine (1721–1793), heiratete am 8. April 1741 in Laubach den Herzog Karl Christian Erdmann von Württemberg-Oels.

### Werdegang
Er wurde zunächst von Hauslehrern erzogen. 1685 reiste er nach Utrecht, musste jedoch wegen des Todes der Mutter bereits nach neun Monaten zurückkehren. Danach setzte er seine Studien in Straßburg fort, musste aber 1688 von dort flüchten, nachdem die Franzosen die Stadt besetzt hatten. 1689 bis 1691 studierte er in Leipzig. Friedrich Ernst reiste nach verschiedenen Zwischenschritten nach Wien und wurde dort am 29. April 1693 Mitglied des Reichshofrates. Nach dem Tod seines Vaters war er 1696 bis 1723 regierender Graf. Er wirkte 1699–1723 als evangelischer Präsident des Reichskammergerichts. Im Jahr 1700 wurde er zum Kaiserlichen Geheimen Rat ernannt.